# Зельман
Зельман (фр. Zelman; полное имя Зельман Очаковский; 1905, Романовка, Бендерский уезд, Бессарабская губерния — 1945, Ньон, Франция) — французский художник.

## Биография
Зельман Очаковский родился в еврейской земледельческой колонии Романовка. В 1919—1923 годах учился в Школе изящных искусств в Кишинёве у Шнеера Когана. С 1923 года изучал архитектуру в Школе декоративных искусств в Париже. С 1926 по 1932 год находился в санатории.
С 1935 года обучался в Академии Рансона, где сблизился с Жаном Ле Малем (Jean Le Moal), Этьенном Мартеном, Жаном Бертолем и Франсуа Стали, с которыми участвовал в коллективных выставках Академии и организованных группой Témoignage в Лионе (1938—1939).
В 1937 году оформил один из французских павильонов для международной выставки в Париже. В 1939 году руководил проектом росписи потолка в 1400 квадратных метров французского павильона Всемирной выставки в Нью-Йорке (с участием Этьенна Мартена и Жана Ле Маля). Там же прошла экспозиция картин Зельмана, Бертоля и Ле Маля, позже представленная и в манхэттанской галерее Julien Lévy.
После начала Второй мировой войны Зельман бежал в свободный от оккупации Ньон. В сентябре 1941 года принял участие в декорации Eden-Bar в Марселе (вместе с Мартеном, Стали, Жаком Эрольдом и Бернаром Зерфюссом). В 1942 году с ними же работал в коммуне художников Témoignage в Оппеде. В 1943 году с Мартеном и Ле Малем создал фрески фасада католической церкви Église Notre-Dame-de-Toute-Grâce du plateau d’Assy.
Умер от туберкулёза в 1945 году. Посмертная выставка была организована в январе 1946 года Марселем Мишо (Marcel Michaud) в галерее Folklore в Лионе.

## Семья
Сын — французский издатель Поль Очаковский-Лоран (1944—2018), глава Éditions P.O.L.